# Alexandru al Constantinopolului
Alexandru al Constantinopolului (în greacă Ἀλέξανδρος; n. secolul al III-lea d.Hr., Calabria, Italia – d. 337 d.Hr., Constantinopol, Roma Antică) a fost un episcop al Bizanțului și, din 330, arhiepiscop al Constantinopolului, orașul fiind redenumit de Constantin cel Mare în timpul mandatului său. Alexandru a slujit pentru douăzeci și trei de ani, între 314 și 337. Istoricii sunt de părere că o mare parte din informațiile cu privire la Alexandru aparțin legendei.
Alexandru a slujit în timpul domniei împăraților Constantin cel Mare și Constanțiu al II-lea. L-a urmat pe Mitrofan și a fost urmat de Pavel I. Asemenea predecesorului său, Alexandru a fost canonizat drept sfânt, fiind prăznuit pe 30 august de către Biserica Ortodoxă și la 28 august de către Biserica Catolică.

## Biografie

### Originea și anii tinereții
Informațiile din sinaxar menționează că Alexandru era originar din regiunea Calabria (care aparține astăzi Italiei) și că părinții săi se numeau Gheorghe și Vryaine. A trăit din tinerețe într-o mănăstire, unde și-a cultivat virtuțile și a devenit un monah îmbunătățit, iar în urma unui post complet de douăzeci de zile ar fi avut viziuni divine. Atacurile sarazinilor l-au determinat să se mute frecvent și a călătorit timp de mulți ani în jurul Greciei, împreună cu ucenicii săi, Vitalius și Nicefor. 
Alexandru a fost ales vicar pentru a-l ajuta pe bătrânul episcop Mitrofan al Bizanțului. Drept urmare, atât Alexandru, cât și Mitrofan sunt menționați ca fiind primul episcop al Constantinopolului (amândoi sunt enumerați uneori, de asemenea, ca primul „patriarh” al Constantinopolului, deși scaunul episcopal nu fusese încă ridicat la acest rang). Alexandru a slujit ca episcop timp de aproximativ 23 de ani, până la moartea sa la vârsta de 73 de ani, în 337. La momentul morții lui Mitrofan, el a lăsat instrucțiuni în testamentul său ca vicarul său să fie ales ca arhiepiscop al Constantinopolului.
În perioada episcopatului său, Alexandru s-a angajat în dezbateri cu filozofii păgâni și s-a opus ereziilor. El a fost foarte lăudat de Grigore de Nazianz și Epifanie al Ciprului. Teodoret al Cirului l-a numit episcop „apostolic”.

### Controversa ariană
Atunci când a început controversa ariană, Alexandru, patriarhul Alexandriei, i-a cerut cooperarea în combaterea a ceea ce el percepea a fi o erezie. Episcopul Alexandru a dus o luptă acerbă cu partizanii arianismului. Potrivit majorității surselor, Alexandru al Constantinopolului a fost prezent la Sinodul I Ecumenic de la Niceea (325) în calitate de adjunct al episcopului Mitrofan, deși unele surse afirmă că Mitrofan (care ar fi avut atunci vârsta de 117 ani) a participat personal. Sinodul de la Niceea l-a condamnat pe preotul Arie și învățăturile sale.
Arhiepiscopul Alexandru a devenit martor al tulburărilor ariene care au avut loc după Sinodul de la Niceea. Mai târziu, Arie a cerut să fie primit din nou în comuniunea Bisericii. Împăratul roman Constantin I, fiind convins de gruparea moderată a eusebienilor, i-a poruncit lui Alexandru să-l primească în mod oficial pe Arie în cadrul Bisericii. Potrivit lui Socrates Scholasticus, Arie nu s-a pocăit de fapt pentru erezia sa, ci a manifestat o atitudine echivocă, iar arhiepiscopul Alexandru era conștient de acest lucru. Alexandru a fost amenințat de eusebieni cu destituirea și exilarea, dar a stăruit în refuzul său de a-l primi înapoi pe Arie în cadrul Bisericii și s-a închis în Biserica Hagia Irene (care era în vremea aceea catedrala orașului Constantinopol), rugându-se fierbinte ca mai degrabă să fie luat din această lume decât să fie forțat să primească înapoi în comuniune pe cineva care doar pretindea că s-ar pocăi. În cele din urmă, preotul eretic Arie a murit subit pe drumul spre biserică în anul 336, în ziua anterioară reprimirii sale în comuniune.

### Moartea
Alexandru nu i-a supraviețuit mult timp lui Arie. S-a spus că, pe patul de moarte, l-a nominalizat pe secretarul său, Pavel, ca succesor și că și-a avertizat clerul împotriva preotului Macedonie, care a devenit arhiepiscop al Constantinopolului în 342 și ale cărui învățături au inspirat macedonismul.
După moartea sa, Alexandru a fost canonizat ca sfânt al Bisericii. Slujba în cinstea sa a fost tipărită la Veneția în 1771. Potrivit unor manuscrise vechi, sărbătoarea Sfântului Alexandru a fost prăznuită inițial pe 2 iunie. Astăzi, ziua sa prăznuire este celebrată anual pe 30 august, fiind comună cu cea a patriarhilor constantinopolitani Ioan Postitorul (582–595, prăznuit pe 2 septembrie) și Pavel cel Nou (780-784).